# Supercopa Uruguaya 2018
De Supercopa Uruguaya 2018 was de eerste editie van de Supercopa Uruguaya. Landskampioen CA Peñarol nam het op tegen Club Nacional de Football, de winnaar van het Torneo Intermedio. Peñarol won deze eerste Supercopa door met 3–1 te winnen.

## Gekwalificeerde teams
| Team                      | Kwalificatie                   | Vorige deelnames |
| ------------------------- | ------------------------------ | ---------------- |
| CA Peñarol                | Winnaar Primera División 2017  | Geen             |
| Club Nacional de Football | Winnaar Torneo Intermedio 2017 | Geen             |

## Supercopa Uruguaya
|                               |                           |                     |                                                      |                                                                                                  |
| 26 januari 2018 21:00 (UTC−3) | Club Nacional de Football | 1 – 3               | CA Peñarol                                           | Estadio Centenario, Montevideo Toeschouwers: 22.900 Scheidsrechter: Christian Ferreyra (Uruguay) |
| 26 januari 2018 21:00 (UTC−3) | Viudez 71'                | Verslag (Soccerway) | 1' Martínez 39' (pen.) C. Rodríguez 44' M. Rodríguez | Estadio Centenario, Montevideo Toeschouwers: 22.900 Scheidsrechter: Christian Ferreyra (Uruguay) |

| Supercopa Uruguaya 2018 |
| ----------------------- |
| CA Peñarol Eerste titel |

2018 · 2019 · 2020 · 2021 · 2022 · 2023